# Attent Facility Services
Attent Facilty Services A/S er en dansk facility management-virksomhed med hovedkvarter i Tønder. De udfører en række serviceydelser indenfor erhvervsrengøring, ejendomsservice og catering. I 2024 havde de ca. 300 ansatte.
Virksomheden blev etableret i 2012 under navnet Pro Rengøring. I 2024 skiftede de navn til Attent Facility Services. Virksomheden blev etableret af og er ejet af Carsten Wilby Nielsen og Rasmus Gleerup.